# 琵琶湖銀鮈
琵琶湖銀鮈（学名：Squalidus chankaensis biwae）为輻鰭魚綱鯉形目鲤科銀鮈屬的鱼类。分布於亞洲日本琵琶湖，體長可達12公分，屬肉食性，以水生昆蟲、腹足動物等為食。

## 扩展阅读
維基物種上的相關：琵琶湖銀鮈